# Trycherus josephus
Trycherus josephus là một loài bọ cánh cứng trong họ Endomychidae. Loài này được Duvivier miêu tả khoa học năm 1891.